# Roby Young
Reuben „Roby” Young (hebr. רובי יאנג; ur. 15 maja 1942 w Hajfie) – izraelski piłkarz grający na pozycji pomocnika, trener piłkarski.
W latach 1959–1972 i 1974–1976 był piłkarzem Hapoelu Hajfa. Wraz z tym klubem dwukrotnie zdobył puchar Izraela (1963, 1966). W latach 1972–1974 grał w amerykańskim New York Cosmos. W 1972 roku wygrał z nim North American Soccer League.
W reprezentacji Izraela zadebiutował 19 marca 1961 w wygranym 3:2 meczu z Etiopią. W 1964 roku wraz z reprezentacją zdobył mistrzostwo Azji na turnieju rozgrywanym w Izraelu. Wystąpił na Letnich Igrzyskach Olimpijskich 1968.
Od 1 lipca do 3 października 1993 był trenerem Hapoelu Hajfa, prowadząc go w 5 meczach.